# Herman Charles Merivale
Pour les articles homonymes, voir Merivale.
Herman Charles Merivale (27 janvier 1839 - 17 août 1906) est un dramaturge et poète anglais, fils d'Herman Merivale. Il utilise le pseudonyme Felix Dale.

## Biographie

### Jeunesse et formation
Herman Charles Merivale est né à Londres le 27 janvier 1839, fils unique d'Herman Merivale (1806-1874), avocat et fonctionnaire qui est sous-secrétaire permanent du Bureau de l'Inde, et de son épouse, Caroline Penelope née Robinson, fille du révérend William Villiers Robinson. Merivale fait ses études à la Harrow School et au Balliol College d'Oxford, où Algernon Charles Swinburne et Charles Bowen (en) sont ses contemporains. Dès sa jeunesse, il se consacre au monde du théâtre et tente, sans succès, de créer un club de théâtre à Oxford.
Il obtient son Bachelor of Arts en 1861. Dans la maison de son père, il rencontre de nombreux hommes distingués, dont Lord Robert Cecil (plus tard Premier ministre Lord Salisbury), qui devient un ami pour la vie. Ses amis dans les cercles littéraires et dramatiques comprennent William Makepeace Thackeray, Edward Bulwer-Lytton, Matthew Arnold, Anthony Trollope, William Gilbert, Arthur Sullivan, Edmund Yates (en), Charles Dickens et d'autres.

### Carrière
Le 26 janvier 1864, il est admis au barreau de l'Inner Temple et exerce aux côtés de Matthew Arnold. Il devient ensuite avocat adjoint en 1867. De 1870 à 1880, il édite l'Annual Register. Grâce à son père, il rencontre de nombreuses personnalités.
Après la mort de son père en 1874, il abandonne le droit au profit de la littérature et du théâtre. Merivale écrit de nombreuses farces et burlesques. Pour John Hollingshead (en), il produit un burlesque, The Lady of Lyons Married and Settled, joué au Gaiety Theatre (Londres) (en) (1878) et Called There and Back (1884). The Butler (1886) et The Don (1888) ont tous deux été écrits pour l'acteur JL Toole. Pour écrire The Don et d'autres ouvrages, Merivale est assisté de son épouse, Elizabeth, fille de John Pittman, qu'il épouse à Londres le 13 mai 1878.
Au cours des années 1870, il réside au Ticehurst House Hospital après avoir souffert de dépression pendant de nombreuses années à la suite d'une dépression. Il écrit sur ses expériences là-bas dans un livre intitulé My Experiences in a Lunatic Asylum by a Sane Patient,.
En 1882, il vend les droits de sa pièce Edgar and Lucy, adaptée de Bride of Lammermoor de Walter Scott. Le roman Faucit and Balliol qu'il publie en 1882 est bien accueilli. Il a des facilités littéraires avec les récits pour enfants.

### Fin de vie
De 1880 à 1890, sa santé instable l'oblige à vivre à Eastbourne sur la côté du Sussex. Il s'intéresse à la politique libérale mais refuse les invitations à se présenter au Parlement ainsi que le siège irlandais de Charles Stewart Parnell. En 1891, il se rend en Australie sur les conseils de son médecin. Cependant, leur navire fait naufrage et ils reviennent en Angleterre. Pour ce trajet, il fait une procuration financière à son avocat. Malheureusement, en 1900, par défaut financier, ce dernier lui fait perdre la totalité de sa fortune soit 2 000 £ par an.
Quelques années avant sa mort, Merivale devient catholique. Il meurt subitement d'une insuffisance cardiaque le 14 janvier 1906 au 69 Woodstock Road, Acton, Middlesex, et est enterré dans la tombe de son père au cimetière de Brompton. Il n'a pas d'enfants et sa veuve reçoit une pension de liste civile de 50 £ en 1906.

## Travaux
- A Husband in Clover (1873), farce
- All For Her (1875), drama
- Forget Me Not (1879), drama (with Florence Crauford Grove)
- My Experience in a Lunatic Asylum, by a Sane Patient. London: Chatto and Windus (1879)
- Faucit Of Balliol (1882), novel
- The White Pilgrim (1883), drama
- Binko's Blues (1884)
- Florien (1884), drama
- The Butler (1886), drama
- The Don (1888)
- A Life of Thackeray (1891) biography, with Frank T. Marzials
- The Lady of Lyons Married and Settled, Victorian burlesque of The Lady of Lyons
- Peacock's Holiday, farce
- A Son of the Soil, drama
- Bar, Stage and Platform, autobiographical memories (1902)